# Marja Kok
Marja Kok, née le 29 juin 1944 à Rotterdam,, est une actrice, réalisatrice, productrice et scénariste néerlandaise.

## Filmographie

### Actrice

#### Cinéma et téléfilms
- 1967 : Key : La femme de ménage
- 1972 : VD : Tineke
- 1978 : Camping : Rita
- 1979 : Opname (nl) : Madame De Waal
- 1980 : Het teken van het beest : Aaltje Botter
- 1981 : Avondrood (nl) : Bep
- 1981 : Waldeslust : Rita
- 1982 : Een zwoele zomeravond (nl) : Nel Jansen
- 1988 : Hersenschimmen (nl) : Vera Klein
- 1990 : De finales : Mme Dorlach
- 1993 : Niemand de deur uit (nl) : La conseillère municipal
- 1994 : Seth & Fiona (nl) : Mme Gaaikema
- 1996 : Advocaat van de Hanen (nl) : Zwerfster
- 1999 : Maten (nl) : La mère de Winters
- 1999 : Rembrandt : La femme au Port
- 1999-2004 : Russen (nl)' : Juul Voorthuis
- 2002 : Ik ben Willem (nl) : La vagabonde
- 2003 : Polleke (nl) : Oma Polleke
- 2006 : Waltz : Deux rôles (Mimi Tollens et Mimi Waltz)
- 2007 : Basilicum & Brandnetels : Veronica
- 2011 : Heraut : Ella
- 2011-2013 : Levenslied (nl) : Trees Besting
- 2012 : Temps de pose : Leen
- 2012 : Het gouden huwelijk : Carla
- 2014 : Dokter Tinus : Mme Souborg
- 2016 : Mouna's Keuken (nl) : Elly
- 2018 : Flikken Maastricht : Geertje van Duijn

### Réalisatrice, productrice et scénariste
- 1979 : Opname (nl)
- 1981 : Waldeslust
- 1982 : Een zwoele zomeravond (nl)
- 1989 : Zwerfsters (nl)
- 1996 : Mi Wanboi
- 2015 : Mar en Sien